# De Zeven Provinciën (1665)
De Zeven Provinciën (с нидерл. — «Семь провинций»; 1665) — 80-пушечный парусный линейный корабль, построенный на верфи Адмиралтейства Роттердама.

## История строительства корабля
Название корабля с голландского переводится буквально как «Семь провинций» и происходит от административного деления Республики Соединённых Провинций на семь провинций.
Корабль «Семь провинций» был построен в 1664-65 для Адмиралтейства Мааса в Ротердаме корабельным мастером Саломоном Янсом ван Темпелем.

## Конструкция
Размерения «De Zeven Provinciën» были следующие. В длину приблизительно 151 английский фут.
Его первоначальным вооружением являлись 12 36-фунтовых и 16 24-фунтовых орудий на нижней палубе (все — 36-фунтовые во время Третьей англо-голландской войны), 14 18-фунтовых и 12 12-фунтовых на верхней палубе, и 26 6-фунтовых на баке, квартердеке, и палубе кормы.

## Боевая служба
Корабль начал свою службу как флагман вице-адмирала Арта Янссе ван Неса, вскоре став флагманом лейтенант-адмирала Михила Адриансзона де Рёйтера. Участвовал в Четырёхдневном сражении (1666 г.), Двухдневном сражении (1666 г.), Рейде на Медуэй (1667 г.) Второй англо-голландской войны. 
В Третью англо-голландскую войну участвовал в сражениях при Солебее (1672 г.), в первом и втором сражениях при Схооневелте (1673 г.), в битве при Текселе. В 1674 году участвовал в экспедиции де Рёйтера на Мартинику. После смерти де Рёйтера стал флагманом шаутбенахта Яна ван Бракеля. 
В ходе Войны Аугсбургской Лиги входил в голландскую эскадру в сражении при Барфлёр. В 1694 году пущен на слом.

## Память
- Корабль запечатлён на картине Абрахама Сторка «Vierdaagse Zeeslag» («Четырёхдневное сражение»).
- Корабль запечатлён на картине Виллема ван де Вельде старшего «De krijgsraad aan boord van de 'De Zeven Provinciën'» («Военный совет на борту De Zeven Provinciën»)
- В 1995 г. точная копия полного размера этого корабля заложена на верфи «Батавия» в Лелистаде, Флеволанд. В 2014 году строительство было остановлено из-за финансовых проблем.
- Корабли с тем же именем служат в голландском ВМС до сих пор. На данный момент, так называется головной корабль одноименной серии фрегатов.